# Kärlek (film, 2024)
Kärlek (norska: Kjærlighet) är en norsk romantisk dramafilm från 2024. Filmen är den andra, efter filmen Sex, i en planerad trilogi. Filmen är regisserad av Dag Johan Haugerud som även skrivit filmens manus. Filmen hade svensk biopremiär den 28 februari 2025.

## Handling
Filmen handlar om läkaren Marianne och hennes kollega, sjuksköterskan Tor. Ingen av dem letar efter ett konventionellt förhållande. En kväll, när Marianne är på väg hem med färjan efter en dejt, stöter hon på Tor där han söker efter män. Hon fundera på om detta också kan vara ett alternativ för henne.

## Rollista (i urval)
- Andrea Bræin Hovig – Marianne
- Tayo Citadella Jacobsen – Tor
- Marte Engebrigtsen
- Thomas Gullestad
- Lars Jacob Holm
- Morten Svartveit